# İhsan Doğramacı
İhsan Doğramacı (né le 3 avril 1915 à Erbil et mort le 25 février 2010 à Ankara) est un pédiatre et philanthrope turc.

## Biographie
İhsan Doğramacı est né le 3 avril 1915 à Erbil, dans le nord de l’Irak. Son père, Ali Paşa Doğramacı, était le maire de la ville.
Il étudie à l’école préparatoire de l'université américaine de Beyrouth puis à la faculté de médecine de l’université d'Istanbul, dont il est diplômé en 1938. Il se spécialise en pédiatrie, à Ankara (1940) puis aux États-Unis à l'université Harvard (1945–1946) et à l’université Washington de Saint-Louis (1946–1947). Il devient professeur de pédiatrie à l'université d'Ankara en 1955, puis à l'université Hacettepe à sa création en 1967 jusqu’en 1981.
En 1942, il épouse Ayser Süleyman, fille de l’ancien premier ministre irakien Hikmet Süleyman (en). Ils auront trois enfants, Şermin, Ali et Osman. La famille s’installe à Ankara en 1947.
Il meurt d’un cancer le 25 février 2010 à l’hôpital de l'université Hacettepe, où il était traité depuis novembre 2009. Il est inhumé près de la mosquée Doğramacızade Ali Paşa (tr), qu’il a fait construire à Bilkent en mémoire de son père.

## Travaux académiques
Il est l’auteur de plus d’une centaine d’articles, de trois livres et de six chapitres de livres, principalement dans les domaines de la pédiatrie et de la santé publique.
Il est éditeur pour le Turkish Journal of Pediatrics de 1958 à 1993, pour Clinical Pediatrics de 1963 à 1980, et pour le Bulletin of the International Pediatric Association de 1975 à 1985.

## Action en Turquie
En 1955, devenu professeur de pédiatrie, et constatant le retard de la Turquie dans ce domaine, il crée l’Institut de la santé de l’enfant et l’Hôpital des enfants de Hacettepe, rattachés à l’université d’Ankara. Les années suivantes, il crée plusieurs institutions de soin et de formation, dont la faculté de médecine de Hacettepe en 1963, avec laquelle il veut introduire des pratiques modernes de soins et de formation médicale. Ces efforts aboutissent en 1967 à la création de l’université Hacettepe, qui regroupe les précédentes institutions et dont Doğramacı est le recteur jusqu’en 1975.
En 1980, il est conseiller du gouvernement turc pour la réforme de l’enseignement supérieur. Sur ses recommandations, le Conseil de l'enseignement supérieur est créé, que Doğramacı préside jusqu’en 1992.
Influencé par son séjour à l'université Harvard et à l’université Washington de Saint-Louis, il milite en faveur de l’enseignement supérieur privé, que le gouvernement turc autorise finalement en 1982. Doğramacı fonde alors en 1984 l’université Bilkent, première université privée du pays.
En 1985, avec le soutien de l’UNICEF, de l’OMS et du Rotary International, il lance une vaste campagne nationale de vaccination. Plus de quatre millions d’enfants sont vaccinés (contre la tuberculose, la poliomyélite, la rougeole, la diphtérie, le tétanos et la coqueluche) et le taux de vaccination des enfants de moins de cinq ans, qui était d’environ 30 % avant la campagne, passe à 92 % et se maintient à plus de 95 % depuis.

### Fondations
Il crée au total six fondations philanthropiques en Turquie :
- la « Fondation İhsan Doğramacı », en 1973 ;
- les fondations « İhsan Doğramacı pour l’éducation », « İhsan Doğramacı pour la science et la recherche » et « İhsan Doğramacı pour la Santé », établies dans les années 1960, et qui seront à l’origine de la création de l’université Bilkent en 1984 ;
- la « Fondation İhsan Doğramacı pour la paix », en 2008 ;
- et la « Fondation İhsan Doğramacı d’Erbil », établie en 2008 et qui sera à l’origine de la création en 2010 du collège international d’Erbil, la ville natale de Doğramacı.

## Action internationale

### Organisation mondiale de la santé
Pendant son post-doctorat à l’Université Washington de Saint-Louis, il signe pour l’Irak la constitution de la future Organisation mondiale de la santé le 22 juillet 1946.
Il est vice-président de l’Assemblée mondiale de la santé en 1976, et dirige la représentation turque au sein de ladite assemblée de 1976 à 1981. Membre du conseil exécutif de l’OMS de 1976 à 1982, il participe à de nombreux programmes de l’Organisation. Ses contributions sont récompensées par le prix de la Fondation Léon Bernard en 1981 et la médaille d’or du programme « Santé pour tous » de l’OMS en 1997.
Il crée en 1980 au sein de l’OMS la Fondation İhsan Doğramacı pour la Santé de la Famille, qui « récompense les personnes ayant rendu des services éminents dans [ce] domaine ».

### UNICEF
Il préside le conseil d’administration de l’UNICEF de 1968 à 1970, après en avoir été membre plusieurs années. Il est également président du Comité national turc pour l’UNICEF de 1956 à 2003, puis président honoraire de 2003 jusqu’à sa mort. En 1995, l’UNICEF lui remet le prix Maurice Pate en reconnaissance de son engagement pour la cause des enfants.

### Autres organisations
Il est membre du bureau du Centre international de l’enfance (International Children’s Center, ICC) de 1970 à 1984. En 1999, après la fermeture du centre à Paris, il obtient sa réouverture à Ankara dans les locaux de l’université Bilkent et en devient le président de 1999 à 2006.
Il dirige l’Association internationale de pédiatrie (International Pediatrics Association, IPA) de 1968 à 1993.
Il préside la Conférence internationale sur l’enseignement supérieur (International Conference on Higher Education, ICHE) de 1981 à 1992.